# Fairey III
El Fairey III fue un hidroavión biplaza/triplaza usado por el Arma Aérea de la Flota y la Real Fuerza Aérea británicas, así como armadas de otros países en tareas de reconocimiento, reglaje de tiro y otros cometidos durante el período de entreguerras.

## Desarrollo
El prototipo del Fairey III fue el hidroavión N.10 diseñado por F. Duncanson y construido en 1917 por Fairey Aviation (junto con el N.9 más pequeño) para cumplir con la especificación del Almirantazgo para un hidroavión basado en un buque portaaeronaves para el Royal Naval Air Service durante la Primera Guerra Mundial. El N.10, también conocido por el número de su constructor F.128 era un biplano de dos bahías con alas plegables y propulsado por un motor lineal de doce cilindros Sunbeam Maori II de 260 hp (194 kW). Voló por primera vez pilotado por el teniente coronel Vincent Nicholl en la base de hidroaviones de Port Victoria en la isla de Grain, Kent el 14 de septiembre de 1917.
Una vez concluidas las pruebas tanto con flotadores, como con un tren de rodaje convencional de ruedas, las órdenes de producción se realizaron para dos versiones, ambas impulsadas por el motor Sunbeam Maori, las IIIA y IIIB , con 50 y 60 aviones previstos respectivamente. El Fairey IIIA era un avión de reconocimiento destinado inicialmente a operar desde portaaviones, y como tal podía ser equipado con un tren de aterrizaje con ruedas o patín, mientras que el IIIB fue pensado como un hidroavión de bombardeo con alas, deriva y timón de mayor superficie, pudiendo cargar tres bombas de 105 kg. Se construyeron los 50 IIIA solicitados inicialmente, sin embargo, del pedido de 60 IIIB solo se construyeron 28, dando paso a la variante IIIC, que volvió a tener las alas de menor envergadura del IIIA, pero fue accionado por el mucho más potente y confiable motor de 375 hp (280 kW) Rolls-Royce Eagle VIII por lo que podía todavía llevar una carga mayor de bombas. Muchos de los IIIB se completaron como IIIC.
El primer modelo de gran producción fue el IIID , que era un IIIC mejorado, con provisión para un tercer tripulante y capaz de ser equipado con flotadores o un tren de rodaje convencional. El primero voló en agosto de 1920 accionado por un Rolls-Royce Eagle, y la producción inicial para el Fleet Air Arm, junto con los aviones producidos para Australia y Portugal retuvieron el motor Eagle, mientras que más adelante los aviones fueron propulsados por el más potente Napier Lion. Las variantes navales eran generalmente de tres asientos; piloto, observador y artillero y las alas podrían ser plegadas hacia atrás paralelas al fuselaje para el almacenamiento a bordo del buque. En la configuración de hidroavión, el Fairey III podía ser lanzado desde la cubierta usando un carro y amerizaría en el agua a su vuelta. El hidroavión Fairey III también se podía catapultar desde un barco. El IIID tenía un fuselaje de madera, cubierto con revestimiento textil y generalmente una hélice de madera bipala de paso fijo. Un IIID fue construido con alas y flotadores de metal. Un total de 207 IIID fueron producidos para el Arma Aérea de la Flota y la RAF, y otros 23 más para su exportación; entre ellos se cuentan las armadas de Australia (6), Portugal (11), Suecia (2) y Países Bajos (4).
El modelo final, el IIIF fue el más prolífico y duradero de los Fairey III; fue diseñado para cumplir con la Especificación 19/24 del Ministerio del Aire para un avión de observación / reconocimiento de tres plazas para el Fleet Air Arm y un avión de uso general biplaza para la Royal Air Force. El primer IIIF, voló el 20 de abril de 1926, tenía una instalación más simplificada del motor y en un principio un fuselaje de construcción mixta de madera y metal, con las alas similares a las del IIID, aunque más tarde los aviones de producción fueron fabricados con fuselajes totalmente de metal y los últimos subtipos también tenían las alas de estructura metálica.
Más de 350 IIIF fueron operados por el FAA, por lo que es el tipo más utilizado de aviones en el servicio de Fleet Air Arm durante el periodo de entreguerras. De hecho, de los aviones militares británicos en servicio en aquella época, solo la familia Hawker Hart fue producida en mayor número.

## Historia operativa
Versiones tempranas
Los IIIA y IIIB vieron servicio limitado hacia el final de la guerra, algunos IIIB fueron utilizados en servicios de detección de minas desde la estación de hidroaviones de Westgate-on-Sea, Kent. El IIIC entró en servicio en noviembre de 1918, pero no llevó a cabo ninguna patrullas de combate debido al armisticio que terminaba con las hostilidades con Alemania. Siete IIIC formando parte del elemento naval de la North Russian Expeditionary Force fueron desplegados en el HMS Pegasus a Arcángel entre mayo y septiembre de 1919. Fueron utilizados para llevar a cabo ataques de bombardeo contra los transportes y comunicaciones ferroviarias bolcheviques en apoyo al Ejército Blanco . Estos aviones solo estaban armados con una ametralladora Lewis en un montaje de anillo Scarff, además el IIIB podía trasportar bombas hasta un peso máximo de 312,979 kg (690 libras).
IIID
El IIID fue operado por la RAF aunque solo por un escuadrón, la mayoría sirvieron, reemplazando a los obsoletos Parnall Panther y Supermarine Seagull en el Arma Aérea de la Flota; también estuvo en servicio con la Aviación Naval de Portugal (11 aviones) y las fuerzas aéreas de Australia .
Australia recibió seis IIID, el primero fue entregado en agosto de 1921. En abril de 1924, el tercero de los IIID australianos, designado ANA.3 (o aviación naval australiana No.3), volado por el Comandante de Ala Stanley Goble (más adelante mariscal del aire) como copiloto y navegante y pilotado por Ivor McIntyre despegaron de Point Cook, Victoria, y volaron 13.600 km en 44 días en condiciones a menudo muy difíciles; por ello fueron galardonados con el trofeo anual Britannia Trophyotorgado por el Royal Aero Club por circunnavegar Australia en 44 días. El IIID permaneció en servicio australiano hasta 1928.

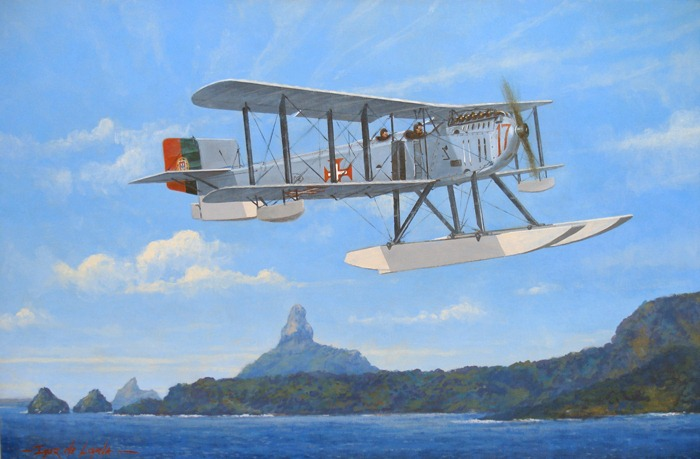
El Fairey IIID - "Santa Cruz" utilizado por Gago Coutinho y Sacadura Cabral

Portugal ordenó sus primeros IIID en 1921 de los que cuatro estaban propulsados con el motor Eagle y el resto con el Napier Lion. Su primer avión, modificado especialmente, propulsado por un Eagle y designado F.400 llamado "Lusitânia", fue utilizado en el intento de realizar la primera travesía aérea del Atlántico Sur y demostrar el nuevo y revolucionario sistema de navegación aérea (navegación astronómica) ideado por el oficial de la marina y navegante aéreo Gago Coutinho. El F.400 pilotado por Sacadura Cabral y Coutinho como navegante, comenzó el viaje el 30 de marzo de 1922, deteniéndose en Las Palmas, Isla de São Vicente en Cabo Verde y alcanzando el objetivo principal de navegación, el Archipiélago de San Pedro y San Pablo , donde se perdió, debido al mal estado del mar durante el repostaje. El viaje fue completado usando otros dos IIID; el segundo enviado desde Portugal bautizado Patria se perdió inmediatamente en el mar); con un tercer ejemplar fue completando el primer paso aéreo del Atlántico Sur, 72 días después de su salida de Lisboa. El último avión bautizado "Santa Cruz", se muestra actualmente en el Museu de Marinha , en Lisboa.
En 1923 un IIID fue el primer hidroavión del FAA en ser catapultado en alta mar desde el crucero reconvertido en buque nodriza de hidroaviones HMS Vindictive; se utilizó una catapulta de aire comprimido construida por la firma Armstrong Whitworth. El IIID entró en servicio con el Fleet Air Arm en 1924, operando desde bases en tierra, portaaviones y buques de la flota hasta empezar a ser reemplazado por el IIIF en 1928. La RAF utilizó en 1926 cuatro IIID del 202.º Squadron para llevar a cabo un vuelo en formación de larga distancia desde Heliópolis (El Cairo) a Ciudad del Cabo , regresando a Inglaterra vía Grecia, Italia y Francia habiendo cubierto 22.370 km; fue primer vuelo en formación de largo alcance de la RAF y el primer vuelo de la RAF a Sudáfrica. Los IIID del Fleet Air Arm basados en Weihai , (China) fueron utilizados para defender los intereses británicos durante los incidentes de Shanghái contra las fuerzas chinas rebeldes en abril de 1927.
IIIF
Respondiendo al requerimiento 19/24 el Fairey IIIF fue la versión final y la construida en mayor número; este requerimiento, solicitaba un biplaza multimisión para la RAF y a la vez un triplaza de reglaje de tiro y reconocimiento para el Arma Aérea de la Flota. El prototipo voló por primera vez el marzo de 1926
Procedentes de un lote naval, los primeros IIIF fueron entregados a la RAF en 1927, más tarde le fueron suministrados a partir de enero de 1928 a lo largo del tiempo un total de 243 ejemplares de diversos subtipos, principalmente Mk IV y Mk IVCM, estos aviones sirvieron en diversos destinos, entre ellos Egipto, Sudán, Adén y Jordania, donde su capacidad para operar tanto con ruedas como con flotadores resultó muy útil, siendo utilizados como policía colonial y en cometidos generales; asimismo fueron empleados en su versión hidro en tareas de patrulla marítima basados en Malta (202.º Squadron). También tomaron parte en otros notables vuelos de larga distancia.
El Arma Aérea de la Flota recibió también en 1928 sus primeros ejemplares. Este modelo sirvió en todas las bases terrestres, acorazados, cruceros y portaaviones de la Royal Navy reemplazando a los vetustos Avro Bison , y Blackburn Ripon. En total El Fleet Air Arm recibió 352 ejemplares de diferentes subtipos.
El IIIF permaneció en servicio de primera línea hasta bien entrada la década de 1930, cuando en primer lugar los IIIF con flotadores comenzaron a ser sustituidos por los Hawker Osprey en noviembre de 1932; la última escuadrilla, el 202 Escuadrón, se reequipó con Supermarine Scapa en agosto de 1935; pero aún fue utilizado por el 808º Squadron de la RAF hasta 1936 y permanecía en uso en papeles de segunda línea a pesar de ser declarado obsoleto en 1940, ya que algunos todavía eran utilizados como remolcadores de blancos tan tarde como 1941.

## Uso civil
El primer prototipo Fairey III (N.10) fue comprado de nuevo por Fairey en 1919 y equipado con nuevas alas, cabina monoplaza y un motor Napier Lion de 450 hp; con la matrícula G-EALQ se inscribió para participar en la competición de 1919 del Trofeo Schneider celebrada en Bournemouth pero, debido a las condiciones de intensa niebla el aparato pilotado por el teniente coronel Vincent Nicholl se retiró. Otra aparición oficial importante del G-EALQ fue en Felixstowe y Martlesham Heath (respectivamente, desde 1917, los principales establecimientos de pruebas experimentales de hidroaviones y aeroplanos) donde el Ministerio del Aire organizó una competencia para aviones comerciales en agosto y septiembre de 1920.El Fairey participó en el apartado de anfibios capaces de transportar un mínimo de dos pasajeros, siendo el ganador el prototipo Vickers Viking II; posteriormente operó un servicio de comunicaciones hacia y desde Hamble antes de finalmente retirarse del servicio a finales de 1922.
Cuatro IIIC fueron convertidos para uso civil, algunos con una cabina adicional y a veces con una cabina trasera ampliada. Uno llevaba cinco pasajeros, uno en la cabina extra y cuatro en la parte trasera.
En 1922 con el IIIC triplaza (G-EBDI) el teniente de vuelo Norman Macmillan, el mayor Wilfred T. Blake y el cámara Geoffrey Malins hicieron un intento fallido de realizar, patrocinados por el periódico Daily News un vuelo alrededor del mundo. La primera etapa de Londres a Calcuta fue volada en un de Havilland DH.9 comprado a la RAF y modificado; la segunda etapa, de Calcuta a Vancouver , terminó con la pérdida de la otra aeronave, el hidroavión Fairey IIIC G-EBDI en la Bahía de Bengala .
En las décadas de 1920 y 1930 se utilizó un pequeño número de IIID e IIIF operados por civiles, mientras que en octubre de 1934 un solo Mk IIIM anteriormente usado por la compañía para vuelos de promoción, fue inscrito en la carrera Inglaterra-Australia MacRobertson Air Race, llegando a la línea de llegada en Melbourne pero demasiado tarde para ser clasificado como haber completando la carrera; permaneció en Australia donde se perdió su paradero en Nueva Guinea en 1936.

## Variantes
Fairey IIIA
Versión con tren de aterrizaje, propulsado por un motor Sunbeam Maori de 260 hp; el Real Servicio Aéreo Naval (RNAS) encargo 50.
Fairey IIIB
Variante construida con el fuselaje, plano de cola y motor iguales a los del IIIA; las alas, deriva y timón de mayor superficie y equipado con flotadores.
Fairey IIIC
Alas de igual envergadura que las del IIIA, propulsado por el motor Rolls-Royce Eagle VIII de 375 hp.
Fairey IIID
Similar al IIIC pero con mejoras de detalle, tren de aterrizaje "terrestre" con amortiguadores oleoneumáticos. Encargados para la RAF en 1920; se construyeron 207 (56 con motor Eagle y el resto con el Napier Lion de 450 hp
Fairey IIIF
Hubo cuatro subtipos principales de esta variante (Mk I, MK II, Mk III y Mk IV) y de cada uno de estos, una gran variedad de modelos, dependiendo del equipo instalado y la construcción (mixta o metálica). Fueron empleados por el RNAS y la RAF
Queen IIIF
Conversión de tres aparatos como blancos radiodirigidos para entrenamiento de tiro antiaéreo de los buques de la flota
Fairey F.400
El primer IIID (n.º de serie del fabricante F.400) de los solicitados por la marina de guerra portuguesa fue entregado como una variante especial de largo alcance con alas agrandadas. También se llamó el Fairey Transatlántico y con el nombre de Lusitania; fue utilizado para un intento de volar a través del Atlántico Sur en 1922

## Operadores militares
Australia
- Real Fuerza Aérea Australiana - IIID (6 pedidos originalmente por la Royal Australian Navy pero transferidos a la fuerza aérea recientemente formada)

 Argentina
- Armada Argentina - Seis IIIF Mk IIIM (Special) propulsados con el motor de 450 hp (336 kW) Lorraine Dietrich Ed12 en 1928. Entraron en servicio en 1929. Tres aviones fueron remotorizados con Armstrong Siddeley Panther de 550 hp en 1935; el último avión fue retirado en 1942

 Canadá
- Real Fuerza Aérea Canadiense - Un Fairey IIIC y un IIIF

 Chile
- Aviación Naval de Chile - Cuatro IIIF Mk.I y Tres IIIF Mk.III

 Egipto
- Egipto compró un solo IIIF en 1939

 Grecia
- Armada Griega - Diez IIIF

 Irlanda
- Irish Army Air Corps - compró un único IIIF Mk II en 1928, siendo destruido en un accidente en 1934

 Países Bajos
- Servicio de Aviación Naval de los Países Bajos - IIID

 Nueva Zelanda
- Royal New Zealand Air Force - Nueva Zelanda compró IIIF Mk IIIM en 1928, añadiendo otro en 1933, todavía uno permanecía en uso en 1940

 Portugal
- Aviación naval - IIID

 Unión Soviética
- Fuerza Aérea Soviética - Un Fairey IIIF, usado para pruebas y ensayos

 Suecia
- Armada de Suecia - IIID

 Real Fuerza Aérea británica
- Real Fuerza Aérea británica - IIIA, IIIB, IIIC, IIIF

## Especificaciones (IIIF Mk.IV)
Referencia datos: Fairey Aircraft Since 1915

### Características generales
- Tripulación: 1 piloto
- Capacidad: 1 o 2 observadores
- Longitud: 11,2 m
- Envergadura: 13,95 m
- Altura: 4,26 m
- Superficie alar: 41,20 m²
- Peso vacío: 1.752 kg
- Peso máximo al despegue: 2.746 kg
- Planta motriz: 1× motor lineal 12 cilindros en W Napier Lion XIA.
  - Potencia: 580 CV (430 kW)

### Rendimiento
- Velocidad nunca excedida (Vne): 209 km/h
- Velocidad máxima operativa (Vno): 192 km/h a 3.050 m
- Alcance: 2.432 km
- Techo de vuelo: 6.098 m
- Régimen de ascenso: 4,2 m/s (833 ft/min)
- Carga alar: 67,2 kg/m² (13,8 lb/ft²)

### Armamento
- Ametralladoras: 2× Vickers Mk I de 7,7 mm de tiro frontal / Lewis de 7,7 mm en soporte dorsal
- Bombas: Hasta 227 kg en soportes subalares.